# Conzano
Conzano (piemontesisch Consan) ist eine Gemeinde in der italienischen Provinz Alessandria (AL), Region Piemont.

## Lage und Einwohner
Die Gemeinde Conzano liegt 23 Kilometer nordwestlich von der Provinzhauptstadt Alessandria und 14 Kilometer südlich von Casale Monferrato auf der Spitze eines Hügels in der Weinregion Monferrato. Das Gemeindegebiet umfasst eine Fläche von 11 km² und hat 931 (Stand 31. Dezember 2023) Einwohner.
Die Nachbargemeinden sind Camagna Monferrato, Casale Monferrato, Lu e Cuccaro Monferrato und Occimiano.

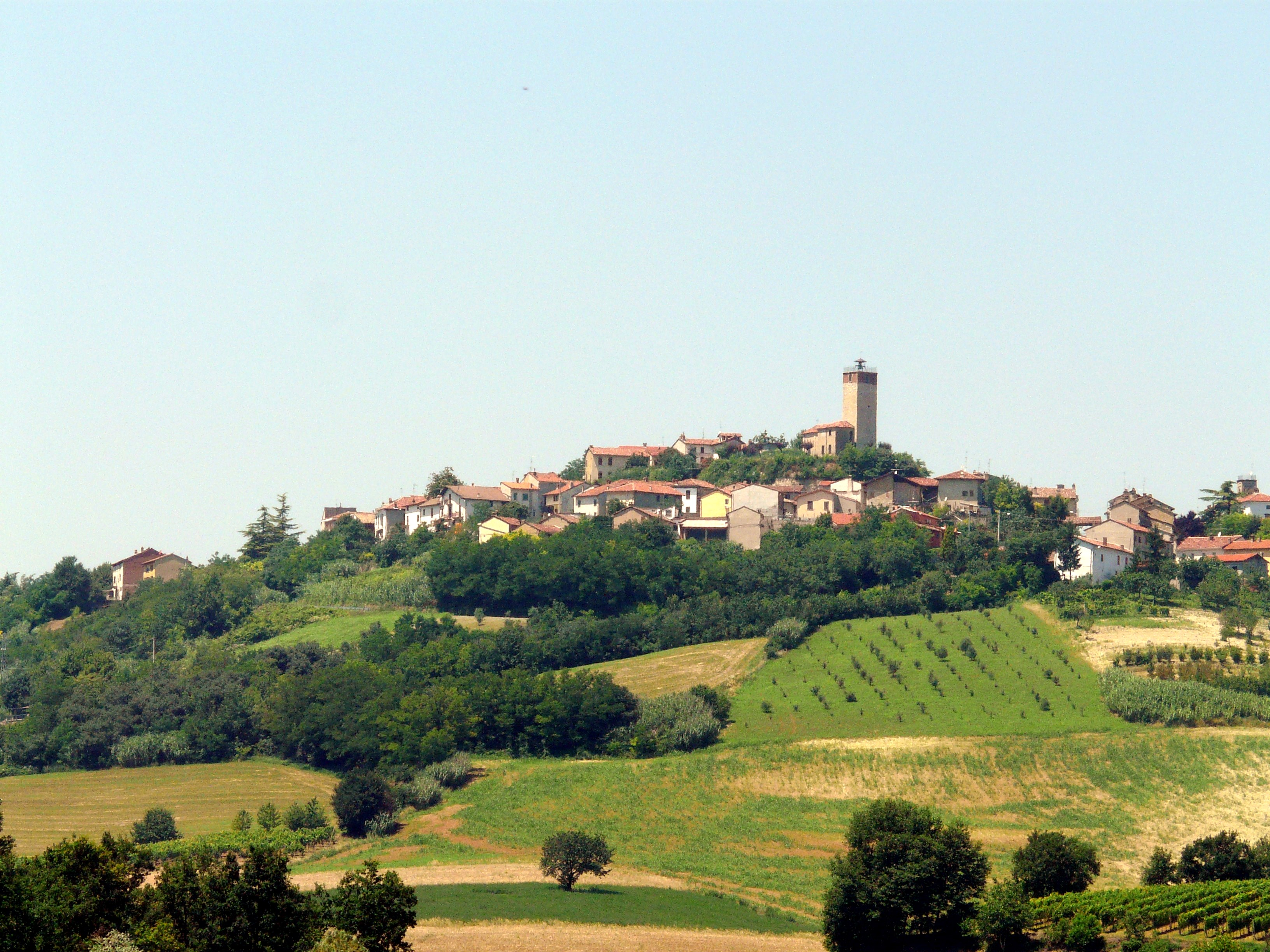
Panorama von Conzano

## Bevölkerungsentwicklung
Zu Beginn des 20. Jahrhunderts erlebte das Land eine massive Auswanderung seiner Bewohner nach Australien, insbesondere in den Norden von Queensland. Seit 1911 hat sich die Wohnbevölkerung mehr als halbiert.

## Geschichte

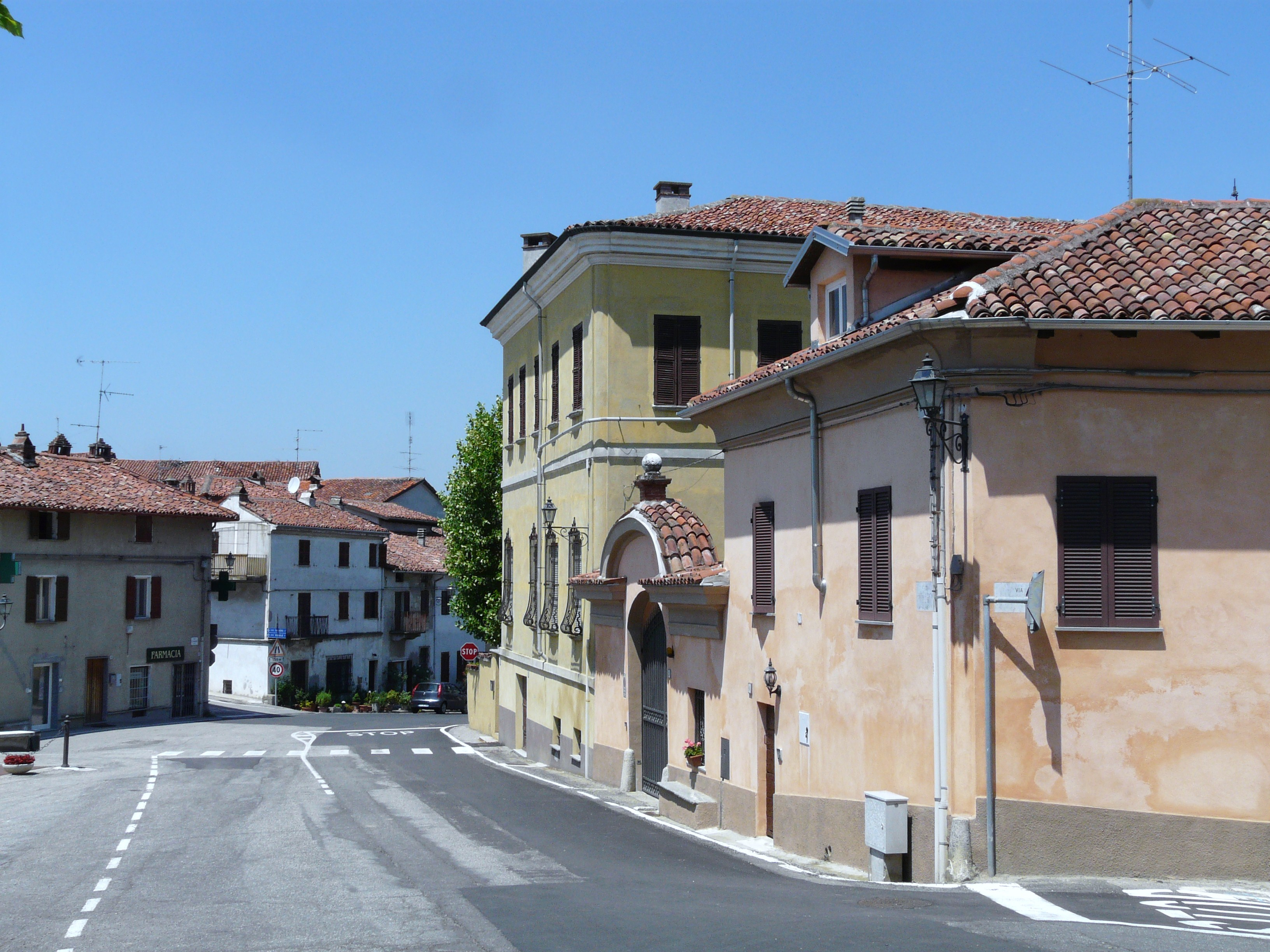
Piazza Accatino

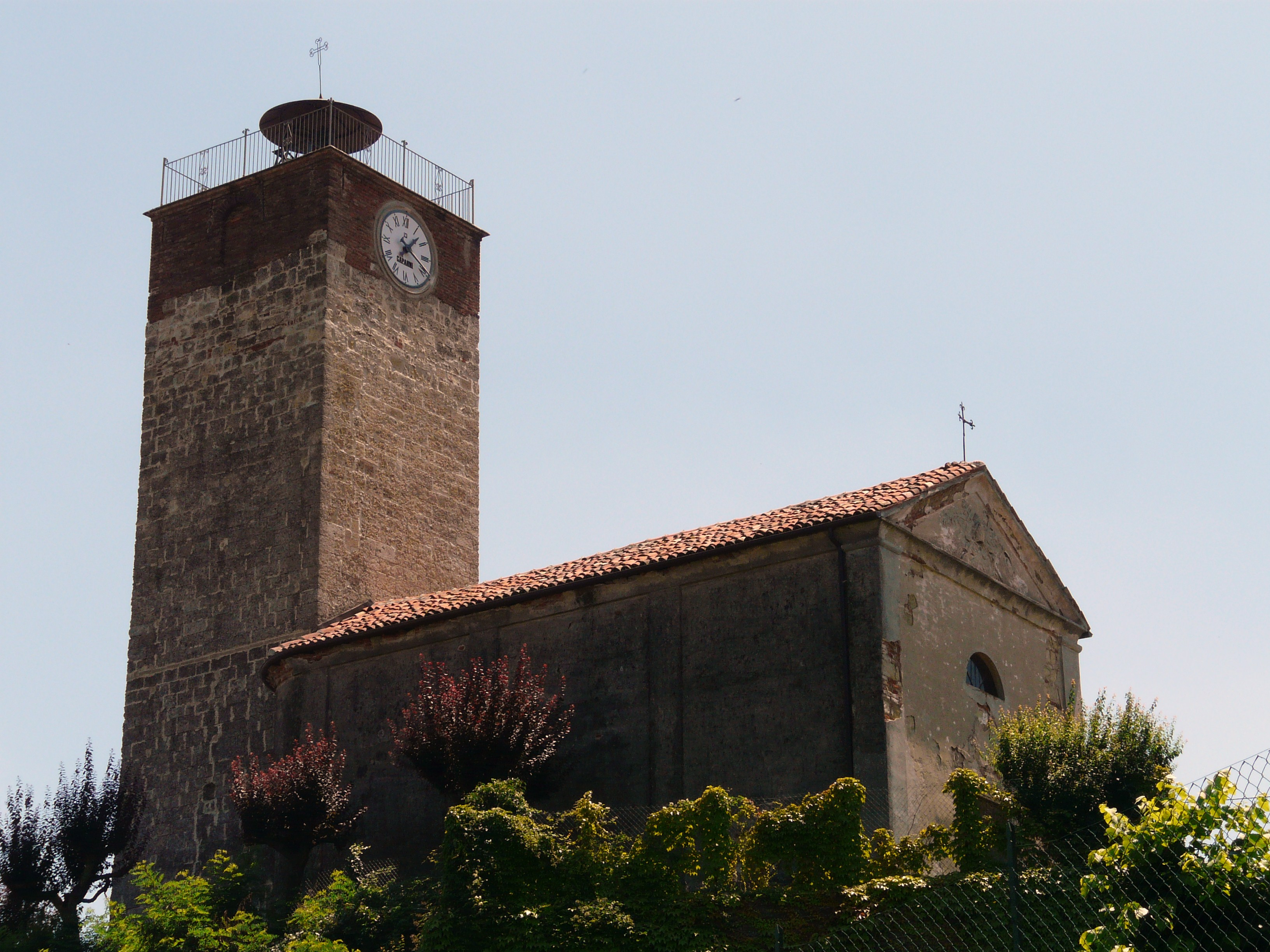
Der Turm mit der Kirche San Biagio

Der Ursprung des Namens der Siedlung ist durch Dokumente aus dem Mittelalter belegt. Eine der ersten gefundenen Formen ist die von „Conzanus“, die auch mit der anderen Schreibweise von „Conçanus“ nachgewiesen wurde. Es folgen „Conzaganus“ und „Conzoanus“. Aus einem lateinischen Stab CONDIUS und dem Prädialsuffix -ACUS wäre CONDACIUS entstanden und aus dem Suffix -ANUS CONDACIANUS, wovon wiederum „Conzaganus“, „Conzaanus“ und das neuere „Conzoanus“ abgeleitet wären. 
Seine Ursprünge reichen bis ins Mittelalter zurück. Die ursprünglich im Tal gelegene Stadt wurde auf dem Hügel wieder aufgebaut, nachdem sie im Jahr 1000 von sarazenischen Milizen fast vollständig zerstört wurde. In den folgenden Jahren wurde es, wie viele andere Städte in der Gegend, Teil der Herrschaft der Markgrafen von Monferrato, die es als Lehen an eine örtliche Herrschaft, die de Comitos, abtraten. Zu Beginn des 13. Jahrhunderts war es Gegenstand von Streitigkeiten zwischen der Markgrafschaft und der Gemeinde Alessandria. 
Im Jahr 1431 wurde es von der Armee von Francesco Sforza und 1557 von den Spaniern verwüstet. Mit dem Ende dieser Kriege ging es als Lehen an verschiedene Herren der Gegend über, darunter die der Bovio di Casale, der Billione di Terranova, der Mosso di Morano Po und der Vidua di Casale.
Das Migration As Art Museum wurde im August 2023 eröffnet. Das Museum ist von Conzanos Verbindungen zu Australien inspiriert, wobei die Gemeinde zwischen 1890 und 1935 für die Massenmigration ihrer Bewohner in den Norden Queenslands bekannt ist.

## Sehenswürdigkeiten
- Der alte Brunnen auf dem Hauptplatz des Dorfes, ein Zeugnis der ursprünglichen Lage der Stadt.
- Der Turm, auch Uhrenturm genannt,(Torre dell’orologio) neben der Kirche San Biagio. Er wurde aus Muscheltuffblöcken aus örtlichen Steinbrüchen im 13. Jahrhundert erbaut.
- Die Kirche Santa Lucia wurde als Kirche Santa Maria di Piazza im 13. Jahrhundert von den Umiliati gegründet. Im 15. Jahrhundert wurde das Gebäude umgebaut und erweitert. Im Jahr 1715 wurde diese Kirche zur neuen Pfarrkirche mit dem Titel Santa Lucia.[4]
- Der Glockenturm.
- Das 1418 gegründete Abteikloster San Maurizio wurde im spätgotischen Stil erbaut und 1960 umfangreich umgebaut.

## Kulinarische Spezialitäten
Bei Conzano werden Reben der Sorte Barbera für den Barbera d’Asti, einen Rotwein mit DOCG Status angebaut.

## Gemeindepartnerschaft
- Ingham, Australien, Queensland, seit 1993